# أغنيس ماري كلرك
أغنيس ماري كلرك (بالإنجليزية: Agnes Mary Clerke) (و. 1842 – 1907 م) هي عالمة فلك من المملكة المتحدة .
توفيت في لندن، عن عمر يناهز 65 عاماً.